# Lompnieu
Lompnieu era una comuna francesa situada en el departamento de Ain, de la región de Auvernia-Ródano-Alpes, que el 1 de enero de 2019 pasó a ser una comuna delegada de la comuna nueva de Valromey-sur-Séran.

## Geografía
Está ubicada en el sureste del departamento, a 22 km al norte de Belley.

## Demografía
| 166 | 150 | 122 | 115 | 97 | 103 | 97 | 113 |
| Para los censos de 1962 a 1999 la población legal corresponde a la población sin duplicidades (Fuente: INSEE [Consultar]) |     |     |     |    |     |    |     |